# Geschichte der Diabetologie
Die Geschichte der Diabetologie ist ein wichtiger Teil der Medizingeschichte, nicht zuletzt, weil insbesondere durch die Ergebnisse der Forschungen über das seit 1921 bekannte Insulin und Insulinpräparate der Diabetes mellitus seinen Schrecken als tödliche Krankheit verloren hat.

## Antike
Die erste Beschreibung von Diabetessymptomen findet sich im Ebers Papyrus von 1552 v. Chr., einer medizinischen Schriftrolle des alten Ägyptens. Es ist jedoch nicht eindeutig geklärt, ob tatsächlich Diabetes mellitus gemeint ist. Untersuchungen der Mumie von Pharaonin Hatschepsut (1479–1458 v. Chr.) ergaben, dass sie an Übergewicht, Diabetes mellitus und Krebs litt.
Im 6. Jahrhundert v. Chr. stellte der indische Chirurg Sushruta klebrig-süßen Urin bei einem seiner Patienten fest. Im 2. Jahrhundert n. Chr. beschrieb sein Landsmann Charaka das Krankheitsbild in der Charaka Samhita schließlich folgendermaßen: „Du hast einen Patienten, der Harn lässt wie ein brünstiger Elefant, dessen Harn Honigharn oder Zuckerruhrharn heißt und dessen Harn süß schmeckt und die Ameisen und Insekten anlockt.“
Um 100 n. Chr. verwendete Aretaios erstmals das Wort diabétes (διαβήτης; ursprünglich ‚Saugheber‘, erst später – bei Galenos – „Harndurchfall“ und „Durstkrankheit“) als Krankheitsnamen für eine Krankheit, bei der dem Körper zugeführte Flüssigkeit sofort wieder herausfließt und er schrieb: „Der Diabetes ist eine rätselhafte Erkrankung.“ Er beschrieb die Symptome und den Verlauf: „Diabetes ist ein furchtbares Leiden, nicht sehr häufig beim Menschen, ein Schmelzen des Fleisches und der Glieder zu Harn … Das Leben ist kurz, unangenehm und schmerzvoll, der Durst unstillbar, … und der Tod unausweichlich.“
Ursprünglich bedeutete im Altgriechischen „Diabetes, ό διαβητης, Genitiv διαβητου, Diabetae, eigentlich etwas Hindurchgehendes; auch: was etwas durch sich hindurchgehen lässt, zum Beispiel der Doppelheber; daher die Harnruhr; (passender könnte man den Abgang bei der Lienterie so nennen!); διαβαινω, hindurchgehen [ich gehe hindurch].“ Mit dem damaligen Wort Doppelheber bezeichnete Ludwig August Kraus wegen seiner Form den Heber (Gerät) (lateinisch sipho simplex, Saugheber, Winkelheber).

## Mittelalter
In der ersten Hälfte des 13. Jahrhunderts verfasste der arabische Gelehrte Abd al-Latif al-Baghdadi einen Traktat über die Zuckerkrankheit.

## 17. Jahrhundert

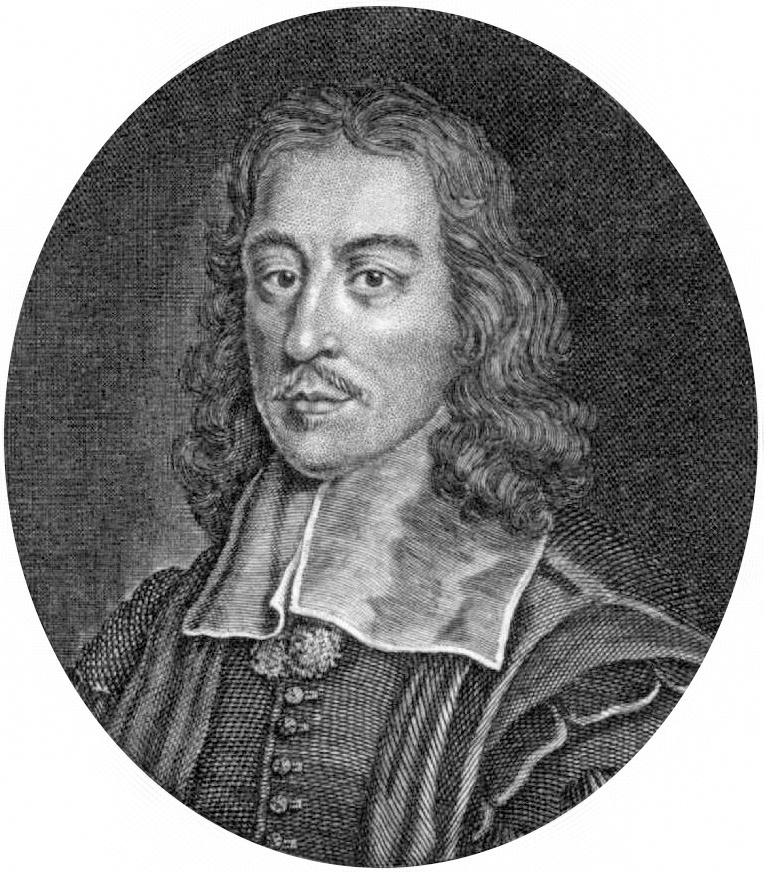
Thomas Willis

Im Jahr 1675 beschrieb Thomas Willis den Geschmack des Urins bei Diabetes als „honigsüß“: “… tasted as if it has been mixed with honey”. Auf ihn geht somit die Bezeichnung „mellitus“ zurück; der Diabetes mellitus wurde einige Zeit auch Willis’ desease genannt.
Willis beschrieb auch die Symptome der diabetischen Neuropathie bei seinen Patienten: “stinging and other (…) frequent contractions or convulsions, twinging of the tendons and other disturbancies”. Heilen konnte er den Diabetes nicht: “It seems a most hard thing in this disease to draw propositions for curing, for that its cause lies so deeply hid, and hath its origin so deep and remote.” Er beobachtete zwar, dass es Patienten unter einer extrem hypokalorischen Diät vorübergehend besser ging, erkannte aber die Zusammenhänge noch nicht. Im Gegensatz zu seiner Kollegenschaft, die den Diabetes als reine Nierenkrankheit ansahen, vermutete er jedoch bereits, dass die Ursache im Blut liegen müsse.
1683 entfernte Johann Konrad Brunner Hunden die Bauchspeicheldrüse und beobachtete als Folge extremen Durst und Polyurie; er gilt somit als Entdecker des pankreopriven Diabetes mellitus.

## 18. Jahrhundert
Im Jahr 1776 machte der britische Arzt und Naturphilosoph Matthew Dobson (1732–1784) eine Art Zucker im Urin für dessen süßen Geschmack verantwortlich. Einen Zusammenhang von Diabetes und Erkrankungen der Bauchspeicheldrüse beschrieb erstmals 1788 Thomas Cowley. Johann Peter Frank traf 1794 als Erster die Unterscheidung in einen Diabetes mellitus und Diabetes insipidus. Für die praktische Medizin nützliche Methoden zur Harnuntersuchung beschrieb im 19. Jahrhundert der schottische Arzt und Chemiker William Cruickshank.

## 19. Jahrhundert
1848 veröffentlichte der Chemiker Hermann Fehling eine Methode zur quantitativen Bestimmung von reduzierenden Zuckern die als Fehling-Probe bekannt wurde. Nun konnte durch Bestimmung des Harnzuckerwertes die Krankheit besser diagnostiziert werden.

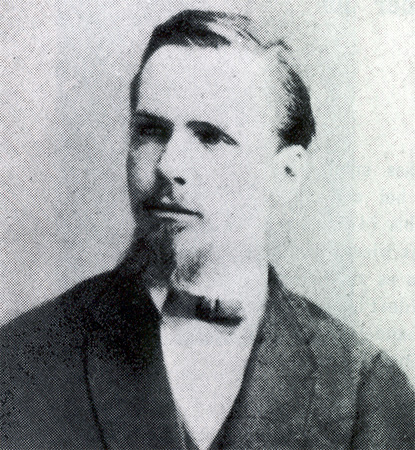
Paul Langerhans

Im Jahr 1860 behandelte der niederländische Arzt Joseph Fles (1819–1905) einen Diabetiker mit Extrakten aus Kälberpankreas, vier Jahre später veröffentlichte er diese Versuche. Paul Langerhans beschrieb in seiner Dissertation 1869 die Inselzellen im Gewebe des Pankreas, deren Funktion er allerdings nicht untersuchte. Im gleichen Jahr berichtete Langdon-Down über einen Behandlungsversuch mit Pankreatin (Extrakt aus gemahlenen Schweine-Bauchspeicheldrüsen, gewonnen aus Schlachtabfällen).
„Früher [war die Polydipsie] auch ein Synonym für Diabetes [mellitus], bei dem Polydipsie ein hervorstechendes Symptom bildet.“ So definierte 1865 der Brockhaus: Der „Diabetes (Harnruhr, Polyuria, Durstsucht, Polydipsia) [ist] die Folge des übermäßigen Wasserverlustes (Zucker- oder Honigharnruhr, Diabetes mellitus, Glucosuria).“ Später waren dagegen „krankhafter Durst, Diabetes insipidus“ und Polydipsie Synonyme.
1875 veröffentlichte der französische Arzt Apollinaire Bouchardat in Paris sein Werk „De la glycosurie ou Diabète sucré son traitement hygiénique“, in welchem er grundlegende und bis in die Gegenwart wichtige Prinzipien der Diabetesbehandlung darlegt, unter anderem eine spezielle Diät und die Bedeutung von Gewichtsreduktion, körperlicher Aktivität, Stoffwechselkontrolle und einer Schulung der Patienten. Sein Landsmann Étienne Lancereaux prägte 1880 in einer Veröffentlichung die Begriffe Diabete maigre („magerer Diabetes“, heute: Typ 1) und Diabete gras („fetter Diabetes“, heute: Typ 2) und begründete damit die Unterscheidung verschiedener Diabetes-Formen. 
1889 beschrieb Wilhelm von Leube den häufigen Zusammenhang von Pankreaserkrankungen und Diabetes mellitus. Die deutschen Ärzte Oskar Minkowski (1858–1931) und Josef von Mering (1849–1908) entfernten im gleichen Jahr die Bauchspeicheldrüse von Hunden, um die Auswirkung auf den Fettstoffwechsel zu beobachten. Dabei entdeckten sie jedoch, dass sie dadurch einen Diabetes (mellitus) auslösen.
Zu Ehren von Paul Langerhans nannte der französische Pathologe Édouard Laguesse (1861–1927) 1893 die Zellanhäufungen „Ilots de Langerhans“, „Langerhanssche Inseln“. Er postulierte auch ihre Funktion als endokrines (hormonproduzierendes) Gewebe mit regulatorischer Wirkung auf den Stoffwechsel.
Im selben Jahr versuchte Minkowski die Zufuhr eines Pankreasextraktes durch subkutane Injektion. Minkowski, Hédon und Thiroloix entdeckten, dass nach Entfernung der Pankreas der Diabetes ausbleibt, wenn Pankreassubstanz irgendwo unter die Haut transplantiert wird. Carl von Noorden veröffentlichte 1898 die zweite Auflage von Die Zuckerkrankheit und ihre Behandlung.

## Erste Hälfte des 20. Jahrhunderts

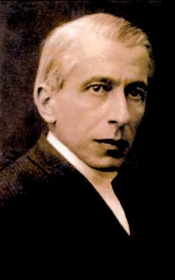
Nicolae Paulescu

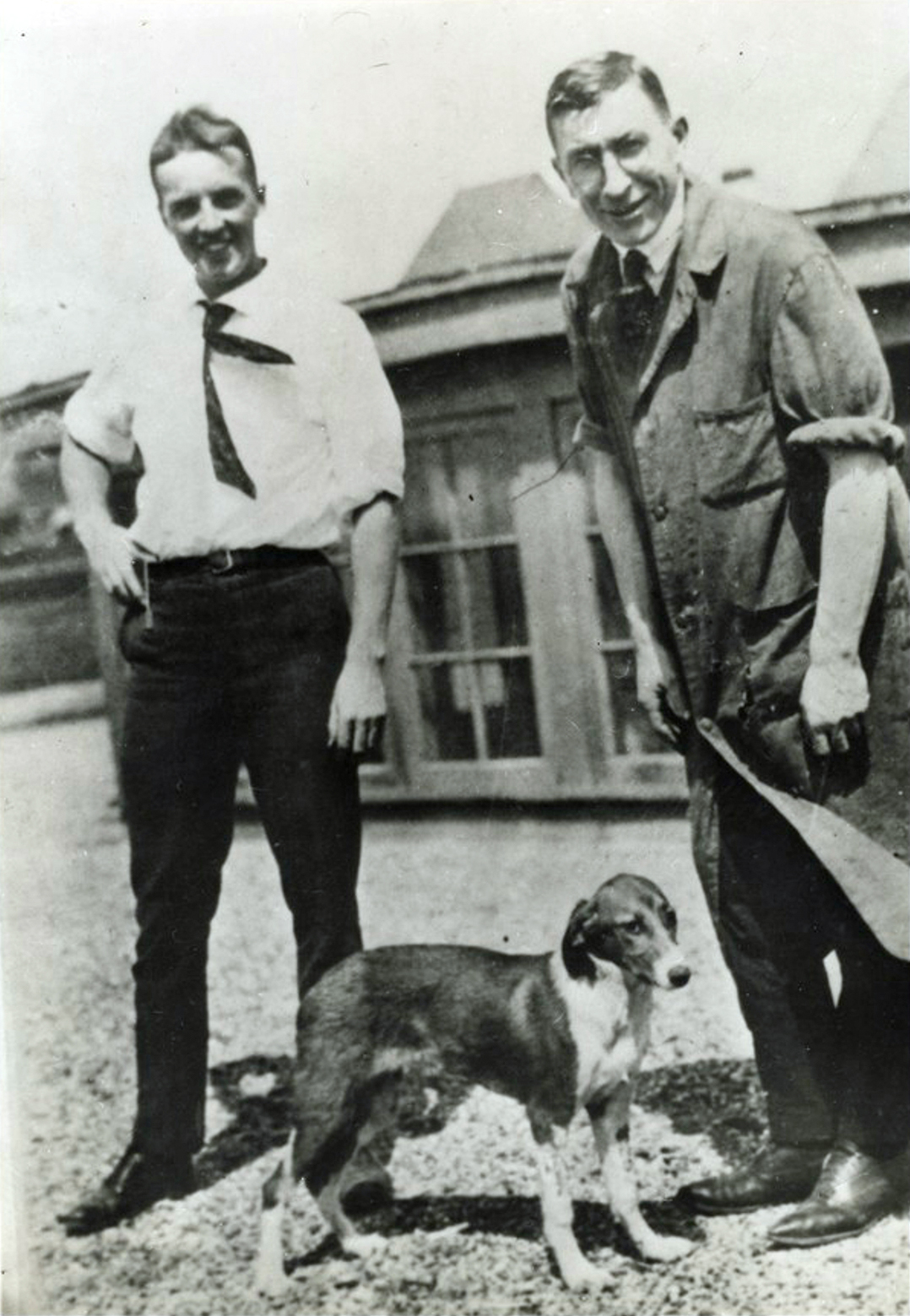
Frederick Banting (rechts) und Charles Best mit einem ihrer Versuchshunde; man beachte den Behälter am Bauch des Hundes

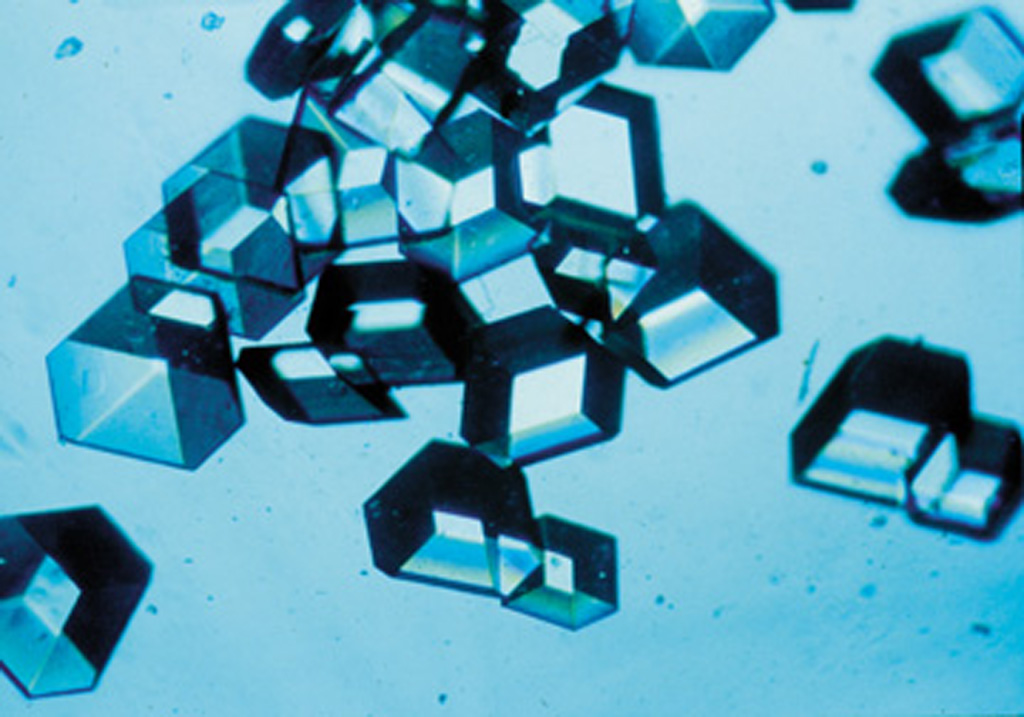
Insulinkristalle, in der Schwerelosigkeit gezüchtet

1900 erkannte Leonid PoP Sobolew (1876–1919) die „Inseln“ als Produktionsstätten blutzuckersenkender Substanzen.
Im Jahr 1902 entwickelte Carl von Noorden eine Diäthaferkur, die den Blutzuckerspiegel senkt. Der deutsche Internist Georg Ludwig Zülzer (1870–1949) untersuchte 1903 einen therapeutischen Bauchspeicheldrüsenextrakt, der den Blutzucker senken kann und der erste Ansatz zur Therapie des Diabetes mellitus ist. Wegen schwerer Nebenwirkungen, die möglicherweise allergischer Natur waren, konnte das als „Zülzer-Extrakt“ bezeichnete Präparat jedoch nicht beim Menschen eingesetzt werden.
Für die noch unbekannte Substanz schlug der Belgier Jean de Meyer den Namen Insulin, abgeleitet vom lateinischen insula („Insel“) vor. 1910 nannte der englische Physiologe Edward Albert Sharpey-Schafer die den Diabetikern fehlende Substanz aus dem Pankreas „Insulin“. Wer den Namen zuerst geprägt hat, ist aus den vorliegenden Quellen nicht klar ersichtlich.
Um 1905 hatte der klinische Chemiker Ivar Christian Bang (1869–1918) in Lund eine zuverlässige und kostengünstige Methode zur Blutzuckerbestimmung entwickelt.
1916 gelang es Nicolae Paulescu erstmals, Insulin aus Pankreasgewebe zu gewinnen. Er nannte das Präparat Pankrein, es war bei einem diabetischen Hund wirksam. 1921 veröffentlicht Paulescu seine Erkenntnisse, im Jahr darauf ließ er das Herstellungsverfahren für Pankrein in Rumänien patentieren.
Auch Frederick G. Banting und Charles H. Best gelang 1921 die Extraktion von Insulin aus Bauchspeicheldrüsen tierischer Feten, sie nannten es Isletin. Auch sie führten ihre Experimente an Hunden durch, denen die Bauchspeicheldrüse operativ entfernt worden war. Sie bestätigen in ihren Publikationen die Arbeiten Paulescus. Frühere Versuche anderer Wissenschaftler waren nicht erfolgreich gewesen, da andere Verdauungssäfte des Pankreas das Insulin zerstörten, weil sie die komplette gemahlene Bauchspeicheldrüse verwendet hatten. Der Biochemiker James Collip wurde von John James Rickard Macleod beauftragt, Banting und Best zu unterstützen. Collip gelang es, mittels fraktionierter Eiweißfällung mit hochprozentigem Alkohol einen wesentlich reineren Extrakt zu gewinnen.
1922 gelang dem Team um Banting und Best die erste Rettung eines Diabetikers. Der 13 Jahre alte Leonard Thompson, der seit eineinhalb Jahren an der Krankheit litt, wurde von ihnen im Toronto General Hospital mit Rinderinsulin behandelt. Schon nach drei Tagen ist sein Harn frei von Zucker und Aceton. Banting, Best, Collip, Campbell und Fletcher berichteten darüber im Canadian Medical Association Journal. Thompson überlebte 14 Jahre lang, bis er an einer Lungenentzündung ohne Zusammenhang mit seinem Diabetes starb. Der im Juli 1922 behandelte Theodore Ryder, zum damaligen Zeitpunkt fünf Jahre alt, überlebte sogar 70 Jahre lang und erreichte damit die wahrscheinlich längste dokumentierte Überlebensdauer eines Diabetes-Patienten in der Medizingeschichte.
1922 gründete der Senat der Universität Toronto ein Komitee, um die industrielle Herstellung von Insulin nach dem patentierten Verfahren zu kontrollieren. Zunächst wurde mit der Firma Lilly ein Vertrag geschlossen.
Banting und MacLeod erhielten 1923 den Nobelpreis für Physiologie oder Medizin „für die Entdeckung des Insulins“; sie teilten später den Preis freiwillig mit Best und Collip. Im selben Jahr brachte Eli Lilly and Company, die mit Banting und Best zusammengearbeitet hatten, in Toronto das erste Insulinpräparat „Iletin“ auf den Markt. Auch die Insulinproduktion in Europa begann 1923. Am 31. Oktober stellten die Farbwerke Hoechst das aus Kälber- und Rinder-Bauchspeicheldrüsen hergestellte „Insulin Hoechst“ vor. Weitere Produktionsstätten entstanden in Dänemark (Hagedorn) und Österreich.
In den folgenden Jahrzehnten wurde Insulin aus den Bauchspeicheldrüsen von Rindern und Schweinen gewonnen. Obwohl auch tierisches Insulin beim Menschen wirkt, gab es trotzdem Versuche, menschliches Insulin zu produzieren, da die Behandlung mit unmodifiziertem tierischen Insulin oft zu schwerwiegenden immunologischen Nebenreaktionen führte.
1926 gelang es John Jacob Abel (1857–1938) an der Johns-Hopkins-Universität in Baltimore, Insulin in reiner, kristalliner Form darzustellen. Zwei Jahre später wies Oskar Wintersteiner (1898–1971) nach, dass Insulin ein Protein ist.
Gerhardt Katsch eröffnete 1930 in Garz auf Rügen das erste Diabetikerheim in Europa, in dem Patienten betreut und im Umgang mit der Krankheit geschult wurden. Das zweite Heim in Karlsburg folgte 1947.
1931 bestimmten Sjögren und The Svedberg die molare Masse des Insulins, ein Jahr später begann Dorothy Crowfoot Hodgkin in Oxford die chemische Analyse des Insulins. Es sollte 35 Jahre dauern, bis die gesamte Struktur entschlüsselt war.
1933 schlug Manfred Sakel die Insulinschocktherapie in der Psychiatrie vor, um die Symptome von Krankheitsbildern wie Psychosen, Depressionen oder Drogensucht zu behandeln. Sie wurde teilweise auch zusammen mit der Elektrokonvulsionstherapie weitverbreitet bis etwa Mitte der 50er Jahre angewendet (Kombinationsschock).
David Aylmer Scott entwickelte 1934 das erste Zinkinsulin, nachdem er gezeigt hatte, dass Insulin Zink enthält und es dadurch in seiner Wirkung gebremst wird. Das langwirkende Insulinpräparat Neutrales Protamin Hagedorn (NPH-Insulin) stellte Hans Christian Hagedorn 1936 erstmals her.
Ein Jahr später prägte Gerhardt Katsch in seinen Garzer Thesen den Begriff „bedingt gesund“ für Diabetiker. Die Unterscheidung des Diabetes mellitus in verschiedene Formen anhand von Unterschieden in der Insulinsensitivität beschrieb Harold Percival Himsworth 1939.
Das Ehepaar Carl Ferdinand und Gerty Cori erhielt 1947 den Nobelpreis für Physiologie oder Medizin „für ihre Entdeckung des Verlaufs des katalytischen Glykogen-Stoffwechsels“. Der Cori-Zyklus ist ein wichtiger Teil des Zuckerstoffwechsels. Der zweite Teil des Medizin-Nobelpreises ging an Bernardo Alberto Houssay „für seine Entdeckung der Bedeutung der Hormone des Hypophysenvorderlappens für den Zuckerstoffwechsel“. 1950 wurde die International Diabetes Federation gegründet.

## Zweite Hälfte des 20. Jahrhunderts

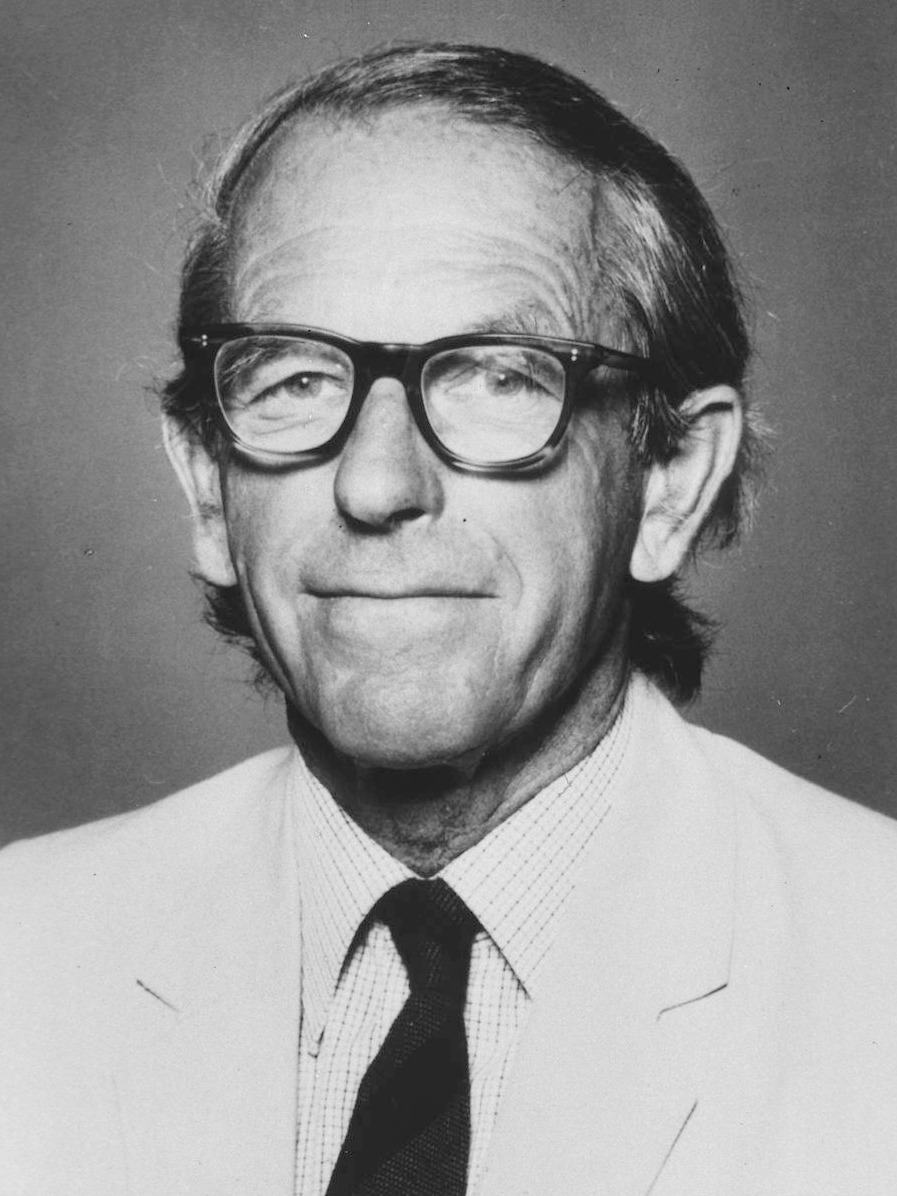
Frederick Sanger

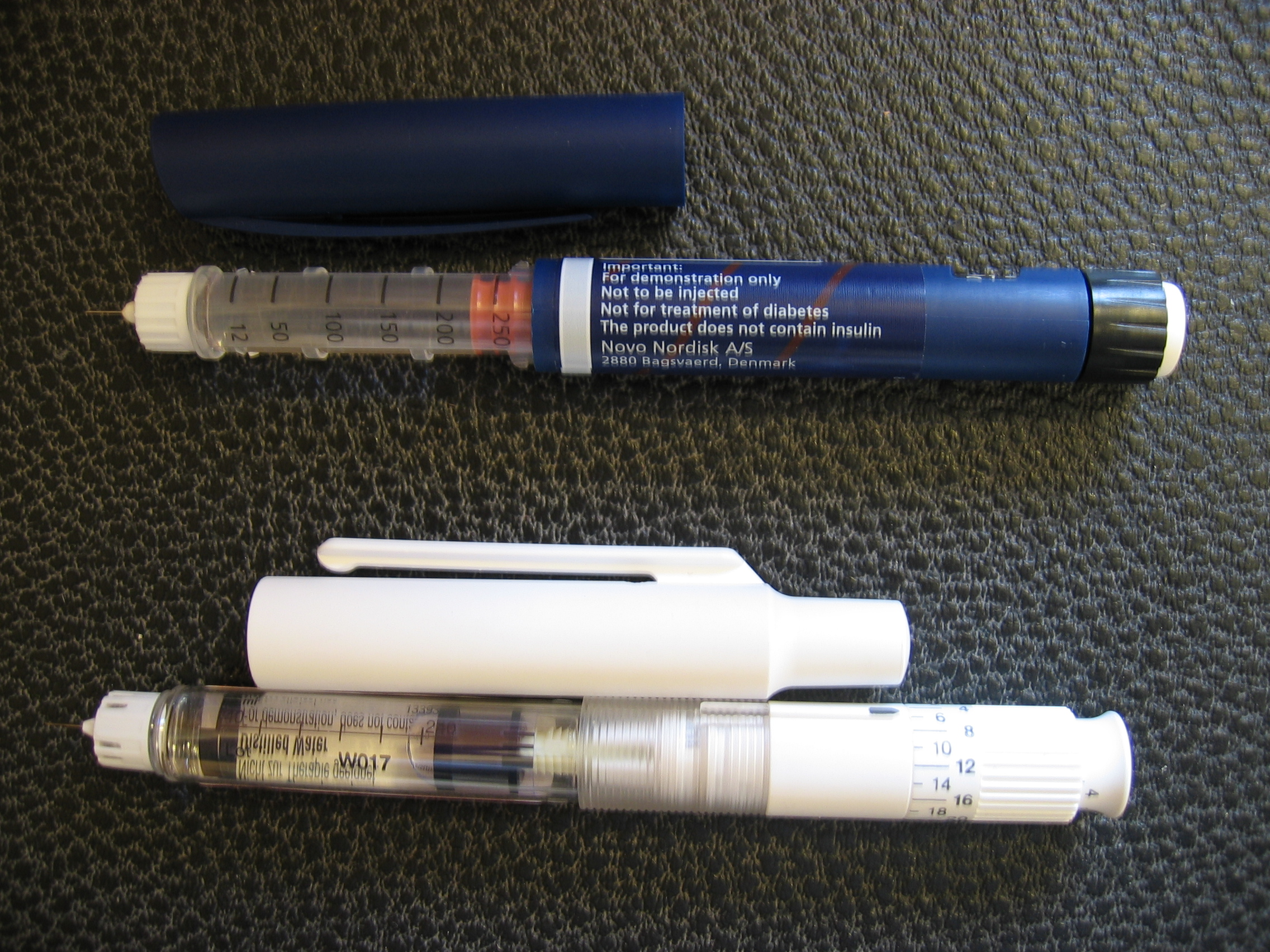
Insulin-Pens

1955 publizierte Frederick Sanger nach zwölfjähriger Arbeit, an der auch Hans Tuppy beteiligt war, die komplette Aminosäurensequenz des Insulins. Dafür wurde er 1958 mit dem zweiten Nobelpreis in der Geschichte des Insulins, diesmal im Bereich Chemie, „für seine Arbeiten über die Struktur der Proteine, besonders des Insulins“ ausgezeichnet.
Die Ära des Radioimmunassays, entwickelt von Rosalyn Sussman Yalow und Solomon Aaron Berson, begann 1959. Damit war die Bestimmung des Insulinspiegels im Blut möglich geworden. Nicol und Smith beschrieben 1960 die Struktur von Humaninsulin. 1963 gelang Helmut Zahn und seinem Team am Deutschen Wollforschungsinstitut in Aachen die weltweit erste chemische Synthese des Insulins. Auf Grund der über 200 Synthesestufen konnte diese Insulinsynthese jedoch noch nicht industriell genutzt werden. Sie räumte allerdings mit dem Vorurteil auf, dass man Proteine nicht synthetisieren könne. Konrad Bloch und Feodor Lynen erhielten ein Jahr später den Medizin-Nobelpreis „für ihre Entdeckungen über den Mechanismus und die Regulation des Stoffwechsels von Cholesterin und Fettsäuren“. Sie schufen wichtige Grundlagen für die Behandlung von Fettstoffwechselstörungen, die beim Diabetes Typ 2 eine wichtige Rolle spielen.
Aufbauend auf einer 1958 erschienenen Veröffentlichung des amerikanischen Pathologen Philip Medford LeCompte beschrieb der belgische Pathologe Willy Gepts 1965 eine als Insulitis bezeichnete Infiltration von Zellen des Immunsystems in die Langerhans-Inseln als charakteristisch für den Typ-1-Diabetes und leistete damit einen wichtigen Beitrag zum Verständnis dieser Diabetes-Form als Autoimmunerkrankung. Im selben Jahr entdeckte Donald F. Steiner, dass das zweikettige Insulin nicht „zusammengesetzt“ wird, sondern aus einer einzigen Kette, dem Proinsulin, entsteht. 1969 klärte die Arbeitsgruppe im Laboratory of molecular biophysics in Oxford um Dorothy Crowfoot Hodgkin die dreidimensionale Proteinstruktur des Insulins auf. Mehrere Forscherteams entdeckten 1970 die Tatsache, dass Insulin an der Oberfläche von Zellen gebunden wird.
Elektronische Blutzuckermessgeräte gibt es seit Anfang der 1970er-Jahre. Die Schulung der Patienten beim Umgang mit den Geräten wurde Diabetesberatern übertragen. Entsprechende Aus- und Fortbildungen gibt es seit 1983. Seit den 1990er-Jahren kamen in der Folge immer kleinere und genauere Geräte auf den Markt, die seitdem weit verbreitet sind und zur Standardtherapie des Diabetes mellitus gehören.
1972 verlieh die Deutsche Diabetes-Gesellschaft (DDG) erstmals die Paul-Langerhans-Medaille für Forschungsleistungen auf dem Gebiet der Diabetologie. Rosalyn Sussman Yalow wurde 1977 für die Entwicklung radioimmunologischer Methoden der Bestimmung von Peptidhormonen mit dem Nobelpreis für Physiologie oder Medizin ausgezeichnet.
Im Jahr 1976 schufen Rainer Obermaier und Rolf Geiger bei Hoechst die enzymatische Synthese von Humaninsulin aus Schweineinsulin, das sich von Humaninsulin in nur einer Aminosäureeinheit unterscheidet. Das Produkt kam 1983 auf den Markt.
Die gentechnische Herstellung von Insulin gelang erstmals 1979 bei Genentech. Hierzu wurden entsprechende Gene in E.coli-Bakterien eingeschleust. Zwei Jahre darauf war es zum ersten Mal möglich, dieses synthetische Insulin durch gentechnisch veränderte Bakterien in großen Mengen herzustellen, und das Produkt kam 1982 auf den amerikanischen Markt. Inzwischen übernehmen auch Hefepilze diese Aufgabe. In Deutschland wurde die Herstellung von Humaninsulin durch gentechnisch veränderten Bakterien erst im Jahr 1998 erlaubt.
Joan Massagué Solé entdeckte 1980 u. a. den Insulinrezeptor.
Der erste Bericht über die erfolgreiche Behandlung einer Diabetikerin mit einer im Bauchraum implantierbaren Infusionshilfe „Infusaid“, einem Vorläufer der Insulinpumpe, stammt aus dem Jahr 1984.
1985 wurde der erste Insulinpen, der NovoPen von Novo Nordisk, auf den Markt gebracht. Der Geburtstag von Frederick Banting wurde 1991 von der IDF und der WHO zum Weltdiabetestag bestimmt. In diesem Jahr zeigten Zygmunt S. Derewenda, Urszula Derewenda u. a., dass sich das Insulinmolekül bei der Bindung an den Insulinrezeptor verändert (Konformationsänderung). Was genau passiert, ist bis heute Gegenstand von Untersuchungen. Außerdem ermittelten Steven P. Smeekens und Donald F. Steiner 1991 nach langjährigen Arbeiten die Enzyme, die im Körper aus dem Proinsulin das Insulin produzieren.
1996 kam mit Lispro von Lilly das erste schnellwirkende Insulinanalogon auf den Markt; das zweite war im Jahr 1998 Insulin aspart von Novo Nordisk. Beide Proteine unterscheiden sich in nur wenigen Aminosäureresten von Humaninsulin und werden von gentechnisch veränderten Bakterien hergestellt.

## 21. Jahrhundert
Das erste langwirkende Analoginsulin wurde 2000 mit Insulin glargin von Aventis verkauft. Vier Jahre danach wurde Insulin detemir von Novo als zweites Langzeit-Analoginsulin verfügbar gemacht. 2005 wurde mit Symlin®, einem Analogon des Hormons Amylin, das seit Insulin erste Medikament zur Behandlung des Typ-1-Diabetes von der FDA zugelassen. Das dritte schnellwirkende Analoginsulin wurde 2000 mit Insulin glulisin von Sanofi-Aventis zur Verfügung gestellt.
2006 ermittelten McKern u. a. in einer Arbeit erstmals die Struktur der gesamten extrazellulären Domäne des Insulinrezeptors (über 1800 Aminosäuren) röntgenkristallografisch. 2007 wurde der Weltdiabetestag von der UNO zu einem UNO-Aktionstag erklärt.
Seit den frühen 1990er Jahren und gehäuft nach der Jahrhundertwende sind Insulinpumpen im Einsatz. Eine Insulinpumpe enthält ein Reservoir für Insulin und gibt eine für den Patienten für 24 Stunden individuell einzustellende kontinuierliche Basalrate ab. Ein Bolus wird jeweils für Mahlzeiten oder Korrekturen (bei Hyperglykämien) manuell abgegeben. Die Insulinpumpe ist über einen Katheter am Körper mit einer Injektionsnadel bzw. -schlauch zur subkutanen Insulinabgabe verbunden. Verbessert wurde die Pumpentechnologie durch die kontinuierliche Gewebezuckermessung (Continuous Glucose Monitoring). Hier wird neben der Pumpe ein zweiter Katheter am Körper angebracht. Ein Sensor misst kontinuierlich die Höhe des Gewebezuckers und überträgt die Werte an die Pumpe oder an ein eigenes Gerät. Dieses kann einen Alarm auslösen, wenn der Blutzucker unterhalb oder oberhalb eines Toleranzwertes liegt. Auch können neue Modelle bei einem so gemessenem Ergebnis unterhalb eines kritischen Wertes automatisch abgestellt werden (um eine Hypoglykämie zu bekämpfen) oder es kann ein Bolus abgegeben werden (um eine Hyperglykämie zu bekämpfen). Die jüngste Insulinpumpentechnologie ist die Herstellung eines geschlossenen Regelkreises, bei dem die Pumpe neben dem Insulin selbständig Glucagon zur Gegenregulierung bei gefährlicher Unterzuckerung abgibt.